# Остерија Нуова (Болоња)
Остерија Нуова (итал. Osteria Nuova) је насеље у Италији у округу Болоња, региону Емилија-Ромања.
Према процени из 2011. у насељу је живело 2436 становника. Насеље се налази на надморској висини од 28 м.